# El Wad
El Wad é um sítio arqueológico epipalaeolítico no Monte Carmelo, Israel. O local tem dois componentes: a Caverna El Wad, também conhecida como Mugharat el-Wad ou Caverna HaNahal (em hebraico:  מערת הנחל); e  Terraço de El Wad, localizado imediatamente fora da caverna.  El Wad faz parte da Reserva Natural Nahal Me'arot, um parque nacional e Patrimônio Mundial da UNESCO.

## Galeria

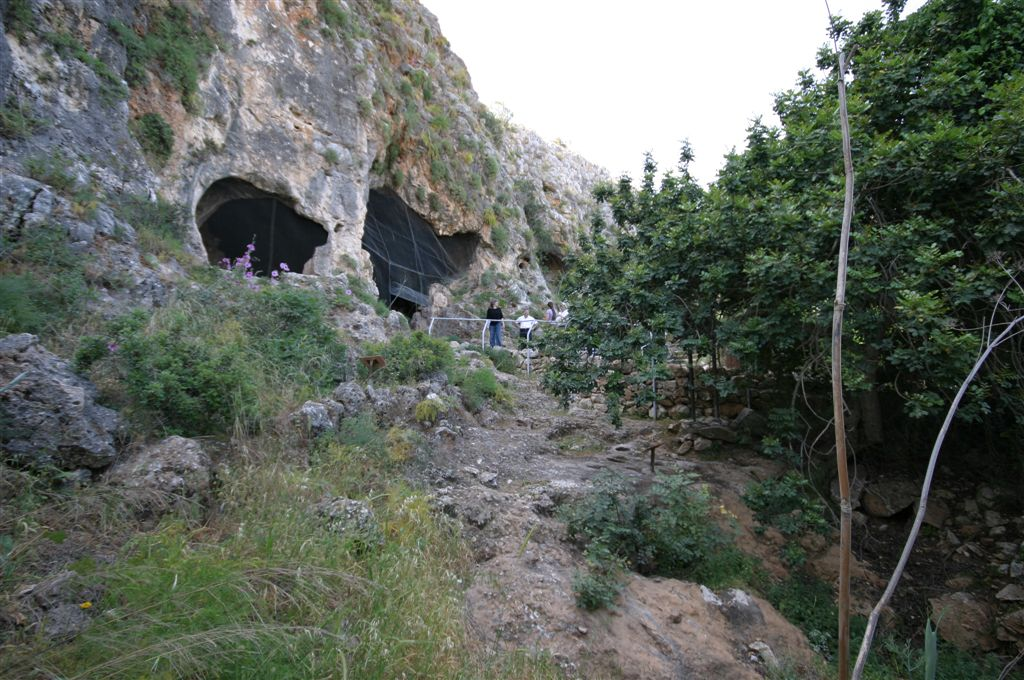
Entrada para a Caverna el ‑ Wad
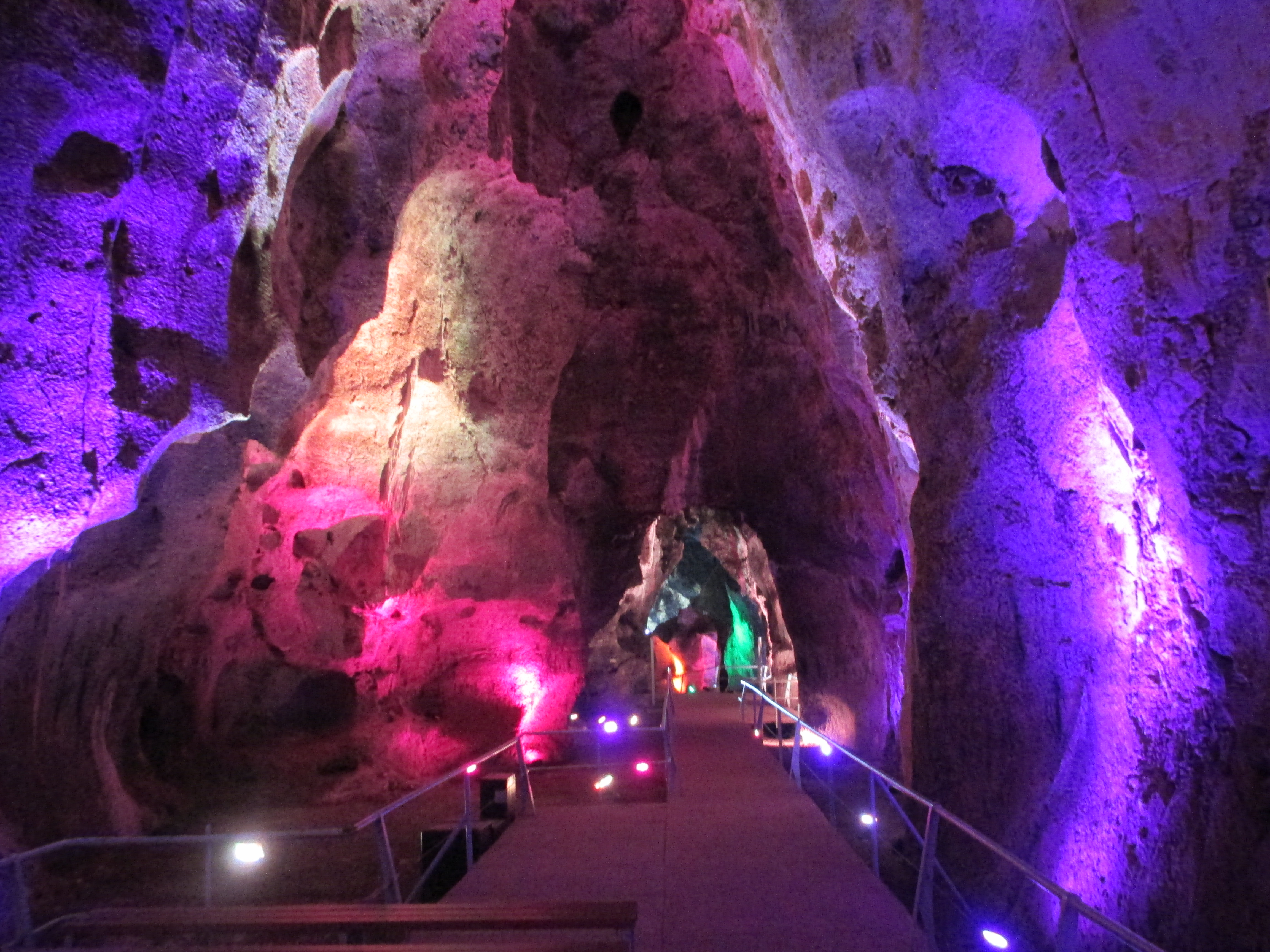
Dentro da caverna el ‑ Wad
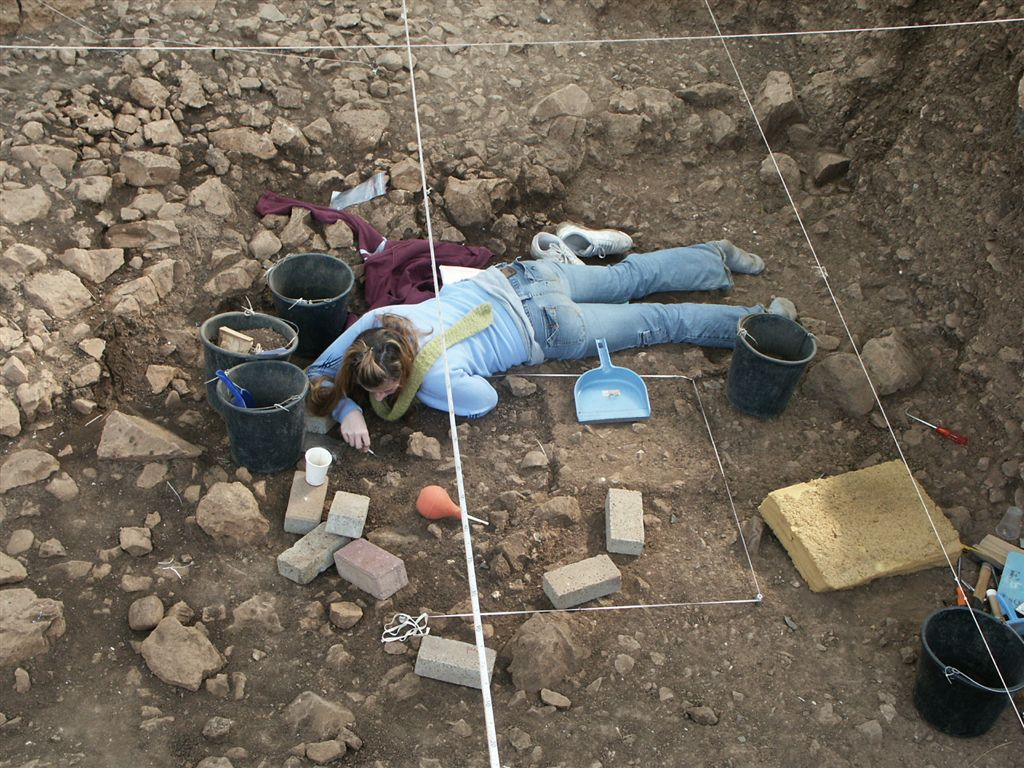
Trabalho de escavação no terraço da Caverna el ‑ Wad
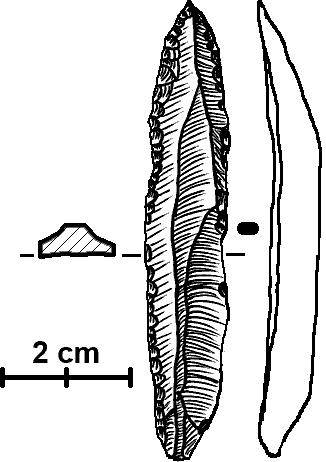
El ‑ Wad micrólito de ponta
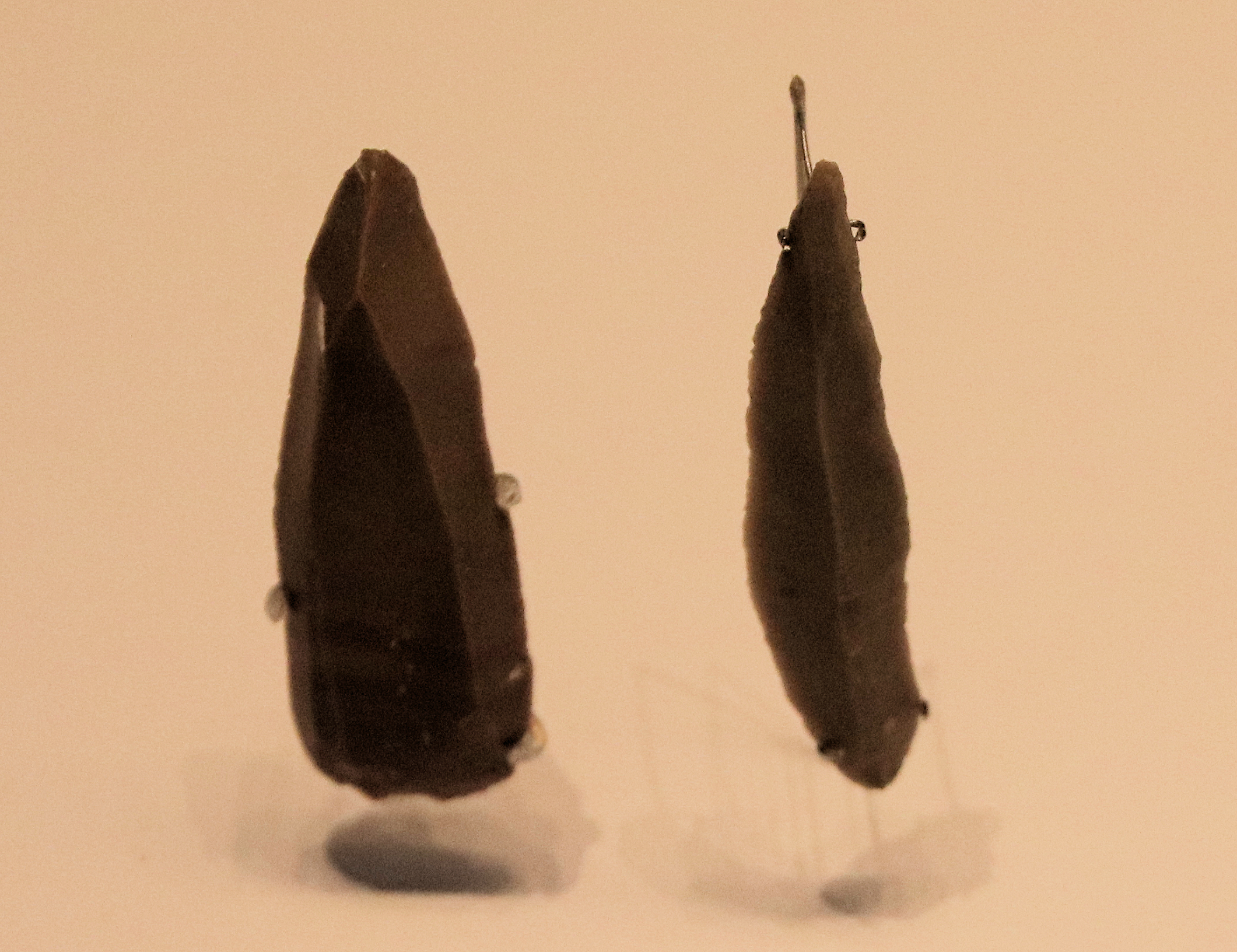
Pontas de pederneira, Caverna Boqer Tahtit  (Ein Avdat)  e caverna el ‑ Wad, (Museu de Israel)